# フリードリヒ (下ロートリンゲン公)
下ロートリンゲン公フリードリヒ（Friedrich, Herzog v. Niederlothringen）またはフリードリヒ2世・フォン・ルクセンブルク（Friedrich II. von Luxemburg, 1005年頃 - 1065年8月28日）は、アルデンヌ家出身のマルメディ修道院およびスタヴロ修道院のフォークト（在位：1035年 - 1065年）、下ロートリンゲン公（在位：1046年 - 1065年）。兄はバイエルン公ハインリヒ7世（ルクセンブルク伯ハインリヒ2世）。

## 生涯
フリードリヒは、モーゼルガウ伯フリードリヒ（1世）と、ヴェッテラウ伯ヘリベルト（コンラディン家）の娘イルムトルート（イルミントルート）の間に生まれた。祖父は初代ルクセンブルク伯ジークフリート1世であったが、父フリードリヒの次男以下の息子は目立った領地を得られる望みは当初はほとんどなかった。フリードリヒと弟ヘルマンはグライベルクの領主として11世紀後半の資料に見られる。
フリードリヒに関する同時代の記録はほとんど残っていない。1020年頃、フリードリヒは古い王家の荘園で、母親から相続したバランの地にリンブルフ城を建てた。これがリンブルフの街および後のリンブルフ公領の起源となる。
1044年に上ロートリンゲン公ゴツェロ1世が死去した際、神聖ローマ皇帝ハインリヒ3世は、ゴツェロ1世の次男ゴツェロ2世に下ロートリンゲン公位を、長男ゴットフリート3世（髭公）に上ロートリンゲン公位を与えた。しかしゴツェロ1世の死後まもなく、ゴットフリート3世は下ロートリンゲン公位をも皇帝に要求した。しかし皇帝ハインリヒ3世はハインリヒ2世の皇后クニグンデの甥であるフリードリヒに下ロートリンゲン公位を与えた。
スタヴロ修道院長であった弟アダルベロ3世は1047年にメッツ司教となったが、この弟の支援により、スタヴロ修道院およびマルメディ修道院のフォークト、そしてシント＝トロイデン修道院のフォークトの地位を確保した。
1056年、ハインリヒ4世がローマ王となった。1065年にフリードリヒは死去し、ゴットフリート3世が下ロートリンゲン公位を与えられた。

## 子女
最初に、ブローニュ伯ウスタシュ1世の娘ゲルベルガ（1049年頃没）と結婚し、1女をもうけた。
- ユーディト（ユッタ） - リンブルフ相続人、後のリンブルフ伯ヴァルラム1世（ウド）と結婚[1]

二度目に、ビルング家のザクセン公ベルンハルト2世の娘イダ（1101年7月31日没）と結婚した。この結婚による子女は知られていない。イダは後にナミュール伯アルベール3世と再婚した。イダとアルベール3世の孫がハインリヒ4世として後にルクセンブルク伯位を継承することになる。